# 島津吉貴
島津吉貴（日语：／ Shimazu Yoshitaka，1675年11月4日—1747年11月12日）日本江戶時代中期大名，薩摩藩第四代藩主。
1675年出生在鹿兒島城，幼名菊三郎。出生時，其父綱貴剛與鶴姬再婚，因為畏懼社會輿論，他與曾祖父島津光久的兒子們一起撫育菊三郎。元服後取名忠竹。1689年，接受德川綱吉的偏諱「吉」字和父親島津綱貴的偏諱「貴」字，改名「吉貴」。
1704年繼承家督之位。吉貴在任期間，模仿江戶幕府的御三家和支藩體系，分封第四子忠紀、第七子忠卿分別為越前家和今和泉家的元祖；越前家、今和泉家與之前的加治木家、垂水家並稱為島津氏的四分家，當島津氏宗家後繼無人之時，便由分家中選出一人繼位。
1710年，德川家宣繼位，吉貴遣使到琉球，要求其派遣慶賀使。1712年，將琉球國王對薩摩藩的外交稱號從「琉球國司」改回「琉球國中山王」。
1721年，將家督讓給長子繼豐並隱居。1747年病逝。
| 島津吉貴        |                                    |                 |
| 前任： 島津綱貴 | 島津氏第二十一代當主 1704年—1721年 | 繼任： 島津繼豐 |
| 前任： 島津綱貴 | 薩摩藩第四代藩主 1704年—1721年     | 繼任： 島津繼豐 |